# Федір з Вишні
Федір з Вишні — маляр середини XVII століття походженням з міста Судова Вишня. Характерною ознакою для іконописців цього осередку було переплетення професійної майстерності з імпровізацією народних художників-примітивістів, які старанно підписували свої твори.
Роботи пензля Федора з Вишні: 
- ікона для церкви Святого Миколая села Борятин (1650);
- ікона «Успіння Пресвятої Богородиці» для церкви Святого Миколая села Дмитровичі (1650);
- ікона «Різдво Богородиці» для церкви села Верещиця (1675). В цій іконі маляр в основному дотримується іконографічної традиції для даного сюжету, однак у багатьох моментах іконографічна композиція спрощена, розміри зображень не завжди пропорційні.  Одночасно відтворення на іконі інтер’єра та екстер’єру не ускладнене архітектурними деталями. До сюжету введено обмежену кількість персонажів, присутні побутові деталі. Наприклад, до ложа Анни наближаються лише дві жінки з дарами. У покривалі на ложі породіллі передано матеріальність тканини, подібної до тканої верети. Реальними рисами наділений образ дівчини, що стоїть на порозі відчинених дверей, виявляючи цікавість до подій, що відбуваються. Спостережливий автор виводить також образ служниці, заклопотаної біля новонародженої. Особливо цікава сцена купелі немовляти, яка сприймається жанровим мотивом. Тут у всьому відчувається спостережливе око автора ікони. Приваблює старанність служниці, що допомагає повитусі. Припавши навколішки, вона з підкресленою акуратністю виливає з глека воду у посудину. Жінка-повитуха має вигляд простої селянки. Вона вправно тримає дитя і готова виконати свою місію. В її діях не відчувається ритуальності чи якоїсь особливої піднесеності. Тут бачимо буденну заклопотаність біля новонародженого, для якого вже приготовлена колиска, що стоїть поруч. Побутового характеру сцені надає і зображення «джерела життя» у вигляді звичайної діжки, обабіч якої симетрично розміщені два лебеді[1].
- іконостас (1674) та стінопис (1698) для церкви Святого Миколая села Дмитровичі[2]. В іконостасі маляр Федір підписався у правому нижньому кутку ікони з зображенням апостола Петра. За стилістичними ознаками пензлю Федора належить ікона «Христос і Богородиця» у нижньому ярусі іконостаса, ліва частина апостольського ряду, ікона «Знамення» та медальйони із зображенням пророків, 10 ікон празникового ряду і центральна ікона — «Христос-Вседержитель». Іконостас у селі Дмитровичі, незважаючи на перебудову, зберіг основні риси, що характеризують завершений тип іконостаса XVII століття[1].

Галерея робіт Федора з Вишні
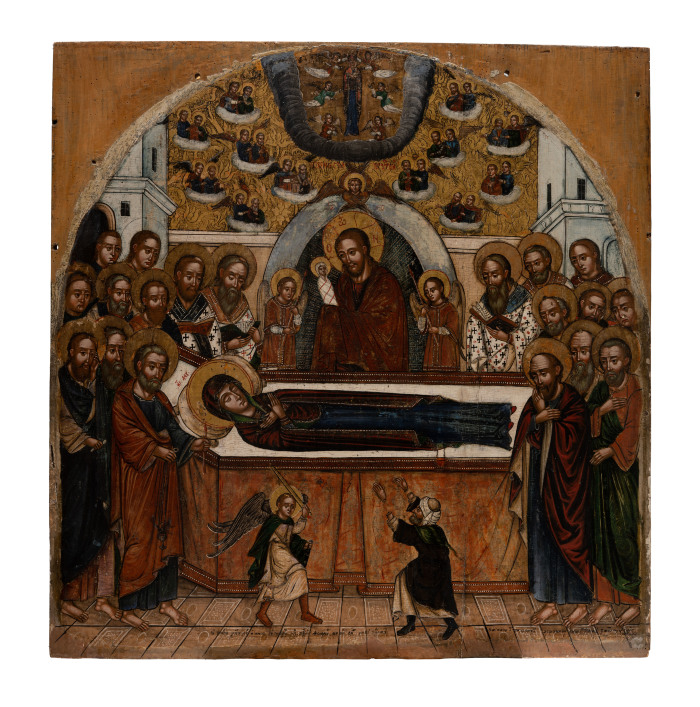
Ікона «Успіння Пресвятої Богородиці» (1650 рік, с. Дмитровичі, Мостиський р-н, Львівська область)